# سالم ربیع علی
سالم ربیع علی (عربی: سالمين؛ ۱۷ ژوئن ۱۹۳۴ – ۲۶ ژوئن ۱۹۷۸ (۴۴ سال)) سیاست‌مدار اهل یمن جنوبی بود. وی از ۲۲ ژوئن ۱۹۶۹ تا ۲۶ ژوئن ۱۹۷۸،  رئیس‌جمهور جمهوری خلق یمن جنوبی بود.
سالم ربیع علی در ۲۶ ژوئن ۱۹۷۸، اعدام شد.